# Wilfried De Vlieghere
Wilfried De Vlieghere (né à Veldegem, le 19 février 1941) est un ancien député fédéral belge et un écrivain bouddhiste.

## Biographie
Jusqu'à l'âge de 25 ans, il est moine bénédictin.  Il étudie ensuite la philosophie, devient analyste commercial, et milite contre les trotskystes en mai 1968.
En 1981, il est cofondateur du parti vert Agalev.  En 1985, il cofonde le programme économique de Malines. En décembre 1987, il est élu député à la Chambre des représentants pour le district de Bruxelles, mandat qu'il exerce durant durant les 47e et 48e législatures, jusqu'en mai 1995. De février 1988 à mai 1995, il est également membre du Conseil flamand en raison du double mandat alors en vigueur. Le 21 octobre 1980, le Conseil flamand succède au Conseil culturel de la communauté néerlandaise, qui a été mis en place le 7 décembre 1971 et qui a été le précurseur de l'actuel Parlement flamand.
En 1988, Wilfried De Vlieghere entre en contact avec la communauté bouddhiste Triratna. En 1996, il établit un centre bouddhiste à Gand. Il s'intéresse principalement à l'expression de la vision du Bouddha sous des formes accessibles à la culture occidentale, et a écrit deux livres à ce sujet.  Il porte le nom bouddhiste Dhammaketu.

## Publications
- Wilfried De Vlieghere, De Aarde bewaren (Sauver la Terre), EPO, 1990.
- Dhammaketu, Boeddha Nu (Le Bouddha maintenant), éditions Asoka, 2012.
- Dhammaketu, Homo sapiens in boeddhistisch perspectief (L'Homo sapiens, une perspective bouddhiste), éditions Asoka, 2019.